# Desmidium asymmetricum
Desmidium asymmetricum là một loài Song tinh tảo trong họ Desmidiaceae, thuộc chi Desmidium.